# Љупча
Љупча (блр. Любча; рус. Любча; пољ. Lubcz) насељено је место са административним статусом варошице (городской посёлок) у западном делу Републике Белорусије. Насеље административно припада Навагрудском рејону Гродњенске области.
Према подацима пописа становништва из 2009. у вароши је живело 1.300 становника.

## Географија
Варошица се налази у северном делу Навагрудског рејона, на левој обали реке Њемен. Налази се на око 26 km североисточно од рејонског центра Навагрудка и на око 50 km од железничке станице на линији Барановичи—Лида.

## Историја
Насеље се у писаним документима по први пут помиње у немачким хроникама из 1401, а у вези са крсташким нападима у том подручју. Постоје и подаци о постојању двора Навагрудског повјата од 1499. до 1571. године.
Током постојања Велике Кнежевине Литваније, Љупча је била делом феудалних поседа различитих племићких породица из тог времена, а значајнијег трага оставио је књаз Јан Кишка који је 1581. у насељу подигао тврђаву (која и данас постоји) и аријанску цркву (која почетком XVII века прераста у калвинистички саборни храм). Насеље 1590. добија Магдебуршко право, а самим тим и одређене трговачке привилегије. Негде у исто време у насељу је отворена и штампарија.
Од 1795. налази се у саставу Руске Империје, као окружни центар.
Према регистру о броју становника из 1897. у Љупчи су живела 3.374 житеља у нешто више од 200 домаћинстава.
У међуратном периоду од 1921. до 1939. Љупча је део Пољске, након чега прелази у руке Белоруске ССР и постаје рејонски центар у оквирима Барановичке области. Делом садашње Гродњенске области је од 1954, а две године касније улази у састав Навагрудског рејона.

## Демографија
Према резултатима пописа из 2009. у вароши је живело 1.300 становника.